# Davie (Floryda)
Davie – miasto w Stanach Zjednoczonych, w stanie Floryda, w hrabstwie Broward. Według spisu w 2020 roku liczy 105,7 tys. mieszkańców. Jest głównym miastem obszaru metropolitalnego Miami.

## Demografia
Według danych pięcioletnich z 2020 roku, 67,7% mieszkańców stanowiła ludność biała (41,4%, nie licząc Latynosów), 8,6% miało rasę mieszaną, 8,3% to czarnoskórzy Amerykanie lub Afroamerykanie, 7,3% to Azjaci, 0,2% to rdzenna ludność Ameryki, 0,15% to Hawajczycy i mieszkańcy innych wysp Pacyfiku. Latynosi stanowią 40,5% ludności miasta.
Do największych grup należą osoby pochodzenia włoskiego (9,9%), kubańskiego (8,5%), niemieckiego (7%), irlandzkiego (6,8%), portorykańskiego (6,5%), „amerykańskiego” (5,5%), kolumbijskiego (5,4%), angielskiego (3,5%), meksykańskiego (3,4%) i wenezuelskiego (3,2%).